# Roy Hoogendoorn
Roy Hoogendoorn (Boskoop, 17 juli 2001) is een Nederlands wielrenner en marathonschaatser.

## Carrière
Als marathonschaatser reed Hoogendoorn onder meer drie seizoenen voor Team Ormer ICT, onder leiding van Henk Angenent. Als wielrenner maakte hij in 2023 de overstap van Willebrord Wil Vooruit naar Metec-Solarwatt p/b Mantel. Namens die ploeg werd hij dat seizoen onder meer twaalfde in zowel de Ster van Zwolle als de Omloop van de Braakman. In maart 2024 won hij de Ronde van Oud-Vossemeer. Vijf dagen later won hij de tweede etappe in de Olympia's Tour. Door zijn overwinning nam hij de leiderstrui over van Elmar Abma.

## Overwinningen
Eind klassement Ronde van Oost-Vlaanderen U23
2024
2e etappe Olympia's Tour
2025
Dorpenomloop Dwars door Drenthe

## Ploegen
- 2023 –  Metec-Solarwatt p/b Mantel
- 2024 –  Metec-Solarwatt p/b Mantel